# Matteo Pessina
Matteo Pessina (Monza, 1997. április 21.) olasz válogatott labdarúgó, az Atalanta játékosa.

## Pályafutása

### Klubcsapatokban
A La Dominante és a Monza korosztályos csapataiban nevelkedett, majd utóbbiban lett profi játékos. 2015-ben az AC Milan leigazolta, majd kölcsönben megfordult a Lecce, Catania és a Como csapataiban. 2017. július 7-én szerződtette az Atalanta. Augusztus 25-én kölcsönbe került a Spezia csapatához. 2019. augusztus 29-én a Hellas Veronába ment kölcsönbe, vételi opcióval.

### A válogatottban
Többszörös korosztályos válogatott és részt vett a 2017-es U20-as labdarúgó-világbajnokságon. 2020. november 11-én mutatkozott be a felnőtt válogatottban Észtország elleni 4–0-ra megnyert barátságos mérkőzésen. 2021. május 28-án duplázott San Marino ellen 7–0-ra megnyert mérkőzésen. Június 1-jén a Roberto Mancini 26 főre szűkítette a 2020-as labdarúgó-Európa-bajnokságra utazó keretét, amiből már kimaradt. Június 8-án Stefano Sensi izomsérülést szenvedett és kikerült a keretből, így őt hívta be Mancini. Június 20-án a csoportkör utolsó mérkőzésén Wales ellen a 39. percben Marco Verratti szabadrúgását követően jobb lábbal ért bele a labdába, amely így a kapu jobb alsó sarkába ment, megszerezve a mérkőzés egyetlen gólját. Június 26-án Ausztria ellen a 105. percben volt eredményes a 2–1-re megnyert nyolcaddöntő mérkőzésen. Július 11-i döntőt követően Európa-bajnok lett.

## Statisztika

### A válogatottban
2021. július 11-én frissítve.
| Nemzet      | Év       | Mérkőzés | Gól |
| ----------- | -------- | -------- | --- |
| Olaszország | 2020     | 1        | 0   |
| Olaszország | 2021     | 8        | 4   |
| Összesen    | Összesen | 9        | 4   |

### Válogatott góljai
| #  | Időpont          | Helyszín                              | Ellenfél   | Gólok | Eredmény | Kiírás                             |
| -- | ---------------- | ------------------------------------- | ---------- | ----- | -------- | ---------------------------------- |
| 1. | 2021. május 28.  | Sardegna Aréna, Cagliari, Olaszország | San Marino | 5–0   | 7–0      | Barátságos mérkőzés                |
| 2. | 2021. május 28.  | Sardegna Aréna, Cagliari, Olaszország | San Marino | 7–0   | 7–0      | Barátságos mérkőzés                |
| 3. | 2021. június 20. | Olimpiai Stadion, Róma, Olaszország   | Wales      | 1–0   | 1–0      | 2020-as labdarúgó-Európa-bajnokság |
| 4  | 2021. június 26. | Wembley Stadion, London, Anglia       | Ausztria   | 2–0   | 2–1 (hu) | 2020-as labdarúgó-Európa-bajnokság |

## Sikerei, díjai
- Olaszország
  - Európa-bajnokság: 2020